# Montenegró a 2010. évi téli olimpiai játékokon

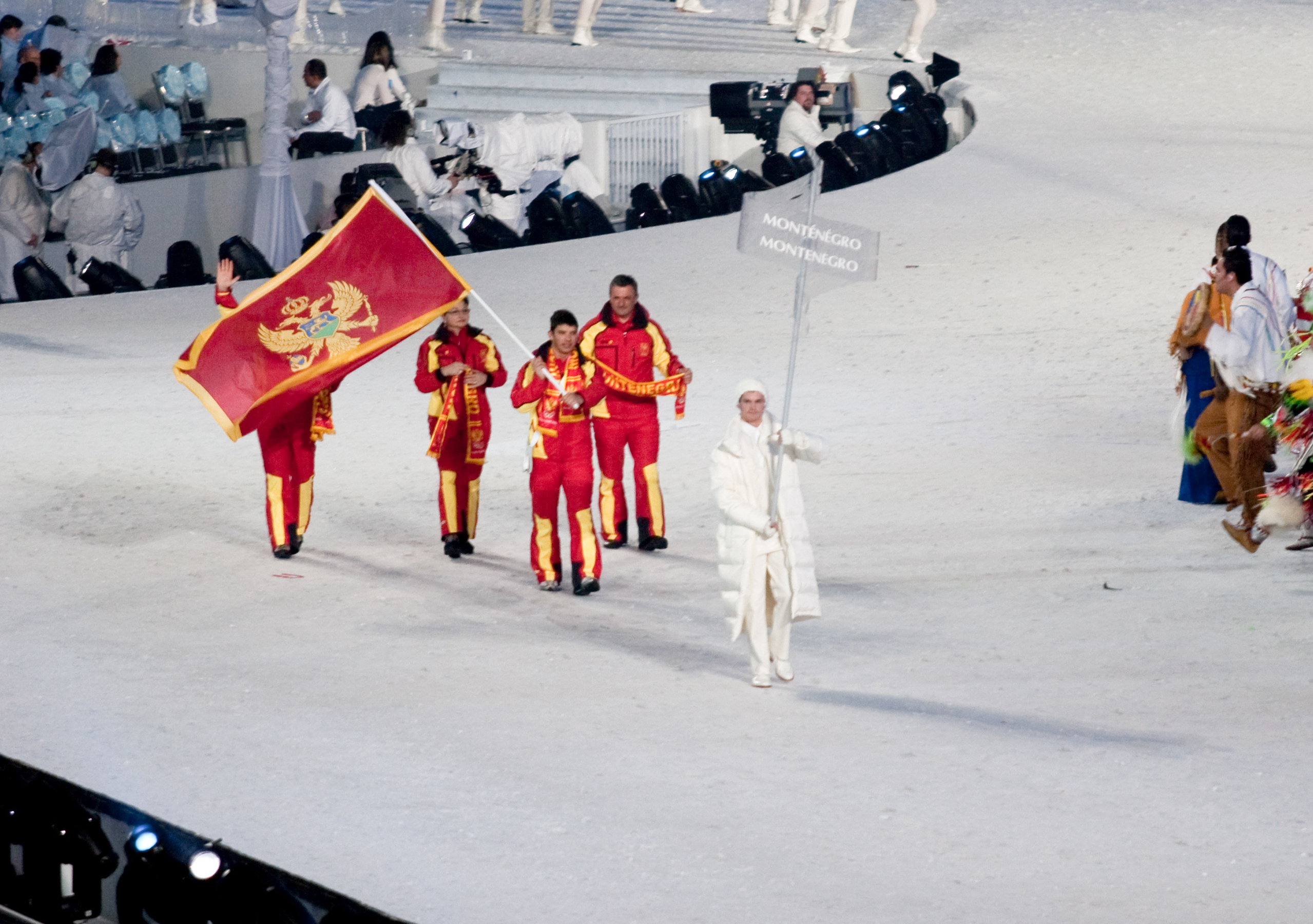
Montenegró olimpiai küldöttsége a megnyitón

Montenegró a kanadai Vancouverben megrendezett 2010. évi téli olimpiai játékok egyik részt vevő nemzete volt. Az országot az olimpián 1 sportágban 1 sportoló képviselte, aki érmet nem szerzett. Montenegró önállóan először vett részt a téli olimpiai játékokon.

## Alpesisí
| Versenyző   | Versenyszám            | 1. futam | 1. futam | 2. futam | 2. futam | Összesítés | Összesítés |
| Versenyző   | Versenyszám            | Idő      | Hely.    | Idő      | Hely.    | Idő        | Helyezés   |
| ----------- | ---------------------- | -------- | -------- | -------- | -------- | ---------- | ---------- |
| Bojan Kosić | Férfi műlesiklás       | 56,15    | 46.      | 59,17    | 41.      | 1:55,32    | 40.        |
| Bojan Kosić | Férfi óriás-műlesiklás | 1:27,74  | 70.      | 1:30,29  | 60.      | 2:58,03    | 61.        |